# Francesc Bartrina i d'Aixemús
Francesc Bartrina i d'Aixemús   (Reus, 8 d'agost de 1846 - Barcelona, 20 de gener de 1917) va ser un poeta català, germà de Joaquim Maria Bartrina.

## Biografia
Va néixer a Reus el 8 d'agost de 1846, fill de Joaquim Bartrina i Terruella, de València, i de Francesca d'Aixemús i Baldrich, de Reus.
Als 13 anys publicà els seus primers versos i cada any, durant cinc de seguits, anà produint i publicant. Quan el seu germà, que li era quatre anys més jove, començà a escriure, Francesc, que creia que no tenia el seu nivell, deixà de fer-ho. Quan morí el seu germà va tornar a escriure. Entre les seues poesies destaca Toma de Tetuán, amb poemes en català i castellà, que va dedicar al seu conciutadà Joan Prim, poemes escrits en el moment de l'entusiasme popular que generalment va despertar la campanya africana on van destacar els voluntaris catalans. El 1860 va publicar La tardor, Lays del juglar, Sospirs de l'arpa i Los cants del Laietà; i més tard Las roselletas, Set poncelletas, i Lo ramet de ginesta. El 1864 va obtindre el premi de poesia de Lleida per una poesia dedicada a la mare de Déu de Montserrat; el 1865 va obtindre el premi extraordinari de poesia amb "Oda a la Virgen de Atocha". Va tenir un bon reconeixement fora de Reus, i així, quan Francesc Pelagi Briz va publicar el seu Calendari Català, li va obrir les portes des del primer número. Va re-emprendre l'escriptura al morir el seu germà Joaquim Maria Bartrina. El 1886 li va ser concedida la Flor Natural dels Jocs Florals de Barcelona pel poema Aniversari. Va escriure també Intimas i quadrets (1885). La seva obra, reposada i tranquil·la, destaca per la seva tendresa i simpatia.
Membre de diverses societats ateneístiques reusenques, va ser secretari de La Joven Literaria el 1862. Fundà la Revista del Ateneo (1863), portaveu de l'entitat «Ateneo Artístico y Literario», i també fundà i dirigí El Imparcial Reusense (1883), de tendència independent. Col·laborà al Diari de Reus, on a part de poemes i petits articles, creà una secció de crítica literària el 1866. Va escriure a l'Álbum de Euterpe i a l'Eco del Centro de Lectura. Fou mantenidor dels Jocs Florals el 1885, 1894 i 1910. Al final del segle xix va col·laborar continuadament a La Ilustració Catalana, i a inicis del XX a la revista reusenca Pàtria Nova, però no va publicar més llibres de poemes, encara que en va continuar escrivint; va traduir el poema Nerto de Frederic Mistral i va morir a Barcelona, quan traduïa el poeta nord-americà Henry Wadsworth Longfellow, el 20 de gener de 1917.
A les revistes La Renaixença i La Il·lustració Catalana hi publicà la traducció de diversos poemes de l'escriptor grec Aristotelis Valaoritis.